# دایرةالمعارف مختصر یهود
دایرةالمعارف مختصر یهودی (KEE) دانشنامه‌ای به زبان روسی است که در ۱۱ جلد در اورشلیم در سال‌های ۱۹۷۶ - ۲۰۰۵ توسط انجمن مطالعه جوامع یهودی با حمایت دانشگاه عبری اورشلیم منتشر شد. این دایرةالمعارف تنها نشریه شاخه‌ای تلفیقی دربارهٔ یهودی‌شناسی به زبان روسی است که پس از هفتاد سال وقفه از انتشار «دانشنامه یهودی» توسط بروکهاوس و افرون منتشر شد.

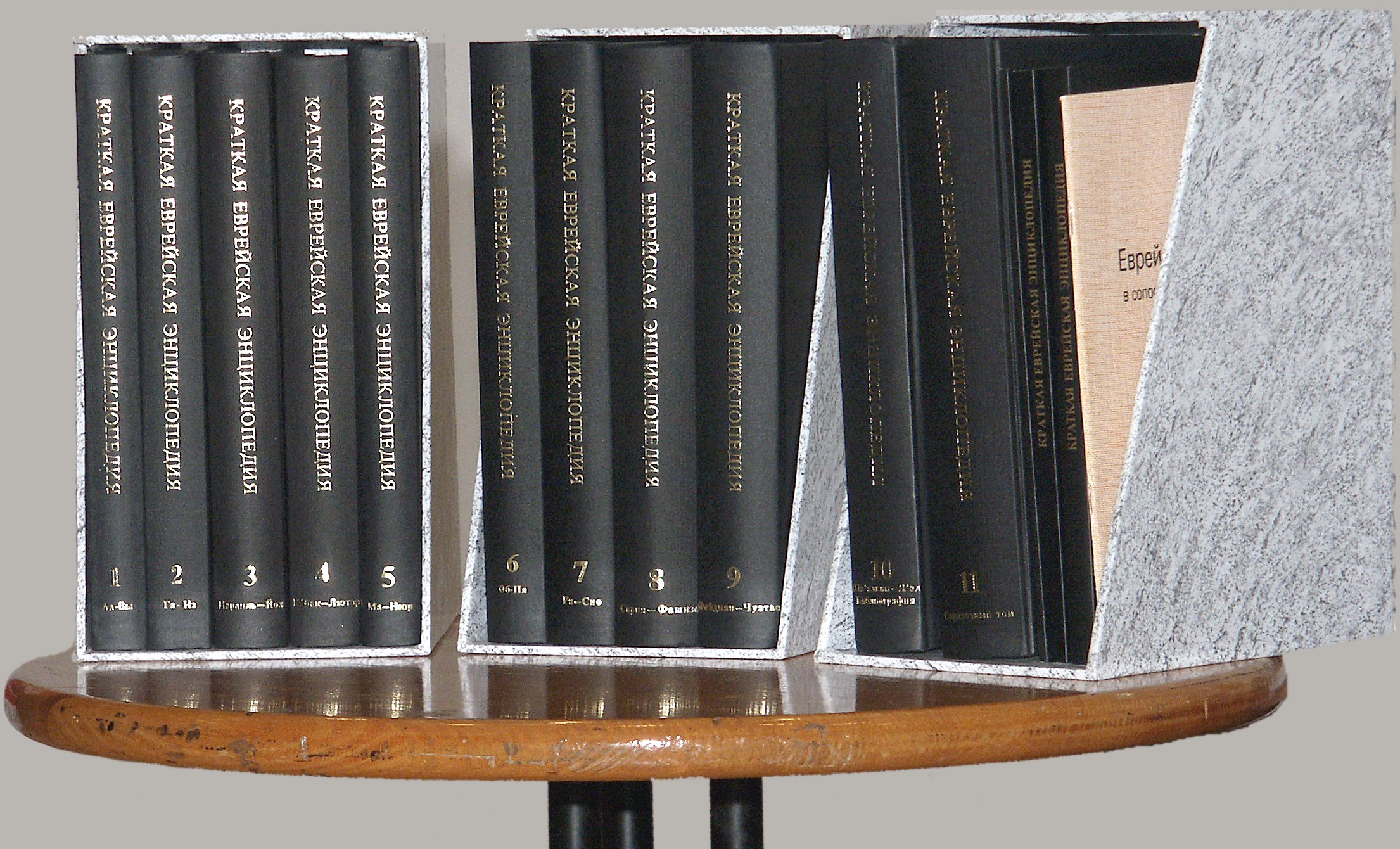
مجموعه‌ای کامل از دایرةالمعارف مختصر یهودی یازده جلدی

## نسخه الکترونیکی
در سال ۲۰۰۵، دایرةالمعارف الکترونیک یهودی (EEE)، که نسخه توسعه یافته و به روز شده دایرةالمعارف مختصر یهودی است، در اینترنت منتشر شد. کار بر روی EEE تا به امروز ادامه دارد. در ابتدای سال ۲۰۲۰، تعداد مقالات در نسخه الکترونیکی نشریه حدود ۶۰۰۰ مقاله است.

## یادداشت
1. ↑  "Электронная еврейская энциклопедия ОРТ. О проекте". Archived from the original on 2019-11-02. Retrieved 2019-11-22.

## پیوندها
- Список томов КЕЭ — статья из Электронной еврейской энциклопедии
- Е. К. Обзор КЕЭ в связи с выходом ۱۱-го тома // «Лехаим». — ۲۰۰۶. — № 4 (168).
- Нафтали Прат. Путеводитель по еврейской цивилизации. // «Альманах библиофила». – ۲۰۰۱. – Вып. ۲, Иерусалим